# Municipio de Fox (Misuri)
El municipio de Fox (en inglés: Fox Township) es un municipio ubicado en el condado de Platte en el estado estadounidense de Misuri. En el año 2010 tenía una población de 11791 habitantes y una densidad poblacional de 855,42 personas por km².

## Geografía
El municipio de Fox se encuentra ubicado en las coordenadas 39°12′46″N 94°39′5″O / 39.21278, -94.65139. Según la Oficina del Censo de los Estados Unidos, el municipio tiene una superficie total de 13.78 km², de la cual 13.71 km² corresponden a tierra firme y (0.56%) 0.08 km² es agua.

## Demografía
Según el censo de 2010, había 11791 personas residiendo en el municipio de Fox. La densidad de población era de 855,42 hab./km². De los 11791 habitantes, el municipio de Fox estaba compuesto por el 84.95% blancos, el 6.92% eran afroamericanos, el 0.58% eran amerindios, el 2.6% eran asiáticos, el 1.13% eran isleños del Pacífico, el 1.09% eran de otras razas y el 2.74% pertenecían a dos o más razas. Del total de la población el 5.37% eran hispanos o latinos de cualquier raza.